# 科朗塞
科朗塞（法語：Corancez，法語發音：[kɔʁɑ̃se]）是法国厄尔-卢瓦省的一个市镇，位于该省中部略偏东，属于沙特尔区。

## 地理
科朗塞（48°22'2"N, 1°30'57"E）面积6.8 平方千米，位于法国中央-卢瓦尔河谷大区厄尔-卢瓦省，该省份为法国北部内陆省份，北起顺时针与厄尔省、伊夫林省、埃松省、卢瓦雷省、卢瓦-谢尔省、萨尔特省和奧恩省接壤。
与科朗塞接壤的市镇（或旧市镇、城区）包括：韦尔莱沙特尔、贝谢尔莱皮埃尔、莫朗塞。
科朗塞的时区为UTC+01:00、UTC+02:00（夏令时）。

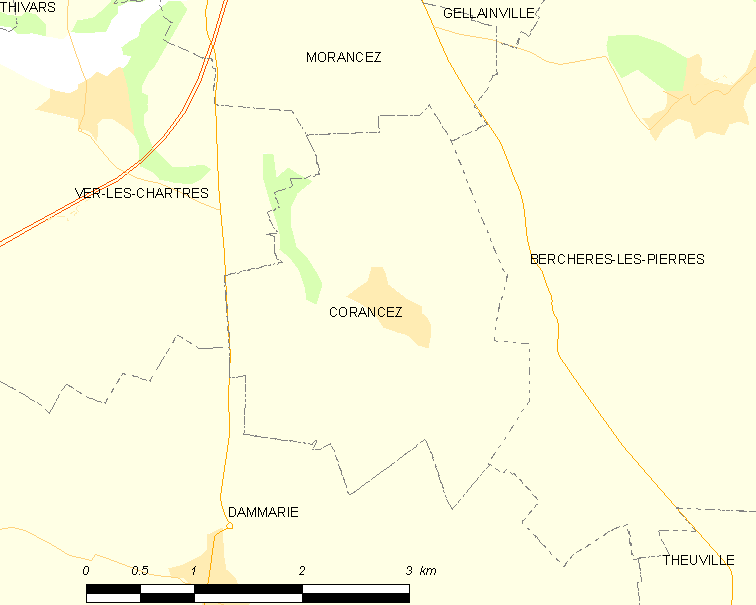
科朗塞的OSM定位图

## 行政
科朗塞的邮政编码为28630，INSEE市镇编码为28107。

## 政治
科朗塞所属的省级选区为沙特尔第二县。

## 交通
厄尔-卢瓦省省道D28线和D150线在境内交汇。

## 人口

1962-2008年间科朗塞人口变化图示

科朗塞于2022年1月1日时的人口数量为361人。